# Amanda Young

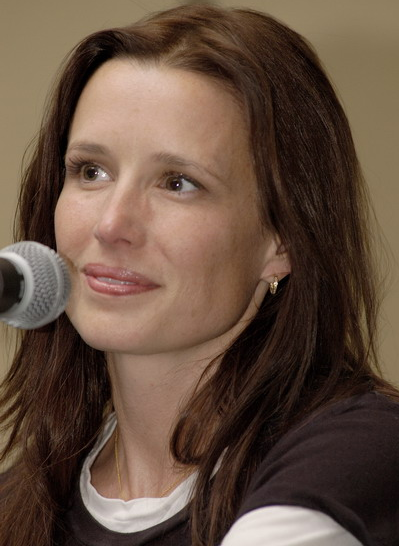
Atriz Shawnee Smith, intérprete da personagem Amanda Youg

Amanda Young é uma personagem fictícia da franquia de filmes de terror Saw.
Era uma personagem secudária no primeiro filme, porém seu papel foi ampliado nas sequências até se tornar uma das principais da série, sendo a única, além de Jigsaw, a ser protagonista de mais de um filme. É interpretada pela atriz Shawnee Smith e é a única personagem também a aparecer em todos os filmes da franquia junto com Jigsaw.